# Haanja-dombság
A Haanja-dombság (észtül: Haanja kõrgustik), Észtország déli részén fekszik, Võrumaa megyében, Haanja község területén. Itt található az ország, valamint az egész Baltikum legmagasabb pontja, a 318 méter magas Suur Munamägi. A dombságot a jégkorszak idején itt felhalmozódott üledékes takaró felgyülemlése hozta létre. Az így keletkezett homok-, kavics- és agyagrétegek vastagsága elérheti egyes helyeken akár a 160 métert is. A dombság területe átnyúlik a szomszédos Lettországba, illetve Oroszországba is. Lettországban a dombvidéket Alūksne-dombság néven ismerik.

## Legmagasabb pontjai
- Suur Munamägi 318 m
- Vällamägi 304 m
- Kerekunnu mägi 296 m
- Tsälbämägi 293 m
- Rohtõsuu mägi 289 m
- Haragamägi 289 m
- Papisöödü mägi 288 m
- Kivestmägi 288 m
- Mustikmägi 286 m
- Vänni Kõrgõmägi 285 m
- Tõudrõmägi 285 m
- Iisraelimägi 284 m
- Mustikmäe lõunaosa 284 m
- Kulliperä mägi 281 m
- Plaani Jaanimägi 281 m[3]

## Fordítás
Ez a szócikk részben vagy egészben  a   Haanja kõrgustik című észt Wikipédia-szócikk ezen változatának fordításán alapul.  Az eredeti cikk szerkesztőit annak laptörténete sorolja fel. Ez a jelzés csupán a megfogalmazás eredetét és a szerzői jogokat jelzi, nem szolgál a cikkben szereplő információk forrásmegjelöléseként.